# Plokamidomyces
Plokamidomyces är ett släkte av svampar. Plokamidomyces ingår i familjen Euantennariaceae, ordningen Capnodiales, klassen Dothideomycetes, divisionen sporsäcksvampar och riket svampar.
|                | Antennatula                               |
|                |                                           |
|                | Euantennaria                              |
|                |                                           |
|                | Capnokyma                                 |
|                |                                           |
|                | Strigopodia                               |
|                |                                           |
|                | Hormisciomyces                            |
|                |                                           |
|                | Hormisciella                              |
|                |                                           |
|                | Trichothallus                             |
|                |                                           |
|                | Rasutoria                                 |
|                |                                           |
|                | Trichopeltheca                            |
|                |                                           |
| Plokamidomyces | \| \| Plokamidomyces colensoi \| \| \| \| |
|                | \| \| Plokamidomyces colensoi \| \| \| \| |
|                | Plokamidomyces colensoi                   |
|                |                                           |

|  | Plokamidomyces colensoi |
|  |                         |